# Клето
Клето (итал. Cleto) — коммуна в Италии, располагается в регионе Калабрия, подчиняется административному центру Козенца.
Население составляет 1373 человека, плотность населения составляет 76 чел./км². Занимает площадь 18 км². Почтовый индекс — 87030. Телефонный код — 0982.